# Кудрино (Москва)
Ку́дрино — историческая местность и бывшее село в центре Москвы в XIV — начале XIX веков, между современным Садовым кольцом, Баррикадной улицей и Большим Девятинским переулком.

## История
Происходит от древнего села, известного с XIV века. В XIV веке оно принадлежало герою Куликовской битвы, серпуховскому князю Владимиру Андреевичу Храброму, с XV века — Новинскому монастырю), а с XVII века — патриаршья Кудрина слобода Новинского монастыря. В Кудрине находился патриарший Конюшенный двор (отсюда название Конюшковской улицы, Большого и Малого Конюшковских переулков). В начале XVIII века — владение бояр Нарышкиных, к концу XVIII века вошло в состав Пресни. До 1919 года название сохранялось в наименовании Кудринской улицы (современная Баррикадная улица), ныне — в наименовании Кудринской площади (в 1919—93 годах площадь Восстания), Кудринского переулка и Садовой-Кудринской улицы.